# Mark A. Sammut
Mark A. Sammut, né en 1973 à Malte, est un auteur maltais, fils de l'écrivain maltais Frans Sammut et sa femme Catherine. 

## Études
Il a poursuivi ses études à l'université de Malte (droit et études de la traduction), à l'université de Londres (le University College London (histoire et théorie du droit), la London School of Economics) (gestion) et à l'Université d'Oxford (études historiques).

## Implications politiques et d'autres
Sammut a servi comme conseiller local (1993-1996), membre du Conseil de sociétés cooperatives (1997-1998), Secrétaire du Conseil notarial de Malte (2000-03), Consul Honoraire de Lettonie (2001–06), et président de l'Association de la Langue maltaise - Université (2007-09).
Sammut était politiquement actif depuis quelques années (1993-2003), à partir de 1996 dans les rangs du Parti travailliste de Malte. Il est parti du Parti travailliste durant le 2016 et il s'est inscrit au Partit Nazzjonalista, le parti democrate-chrétien de Malte.
Il est un membre de la Royal Historical Society, de la European Society for Comparative Legal History, la Société historique de Malte, et la Society for Advanced Legal Studies de Londres.

## Activité d'enseignement
À partir de 2014 et jusqu'au 2016, Sammut a enseigné l'histoire du Code pénal maltais à l'université de Malte.

## Editorialiste
À partir de 2017, Sammut écrit un éditorial pour l’édition dominicale du The Malta Independent (en).

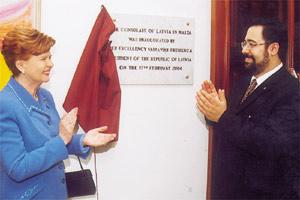
Sammut en 2004 avec Vaira Vike-Freiberga, alors présidente de la Lettonie

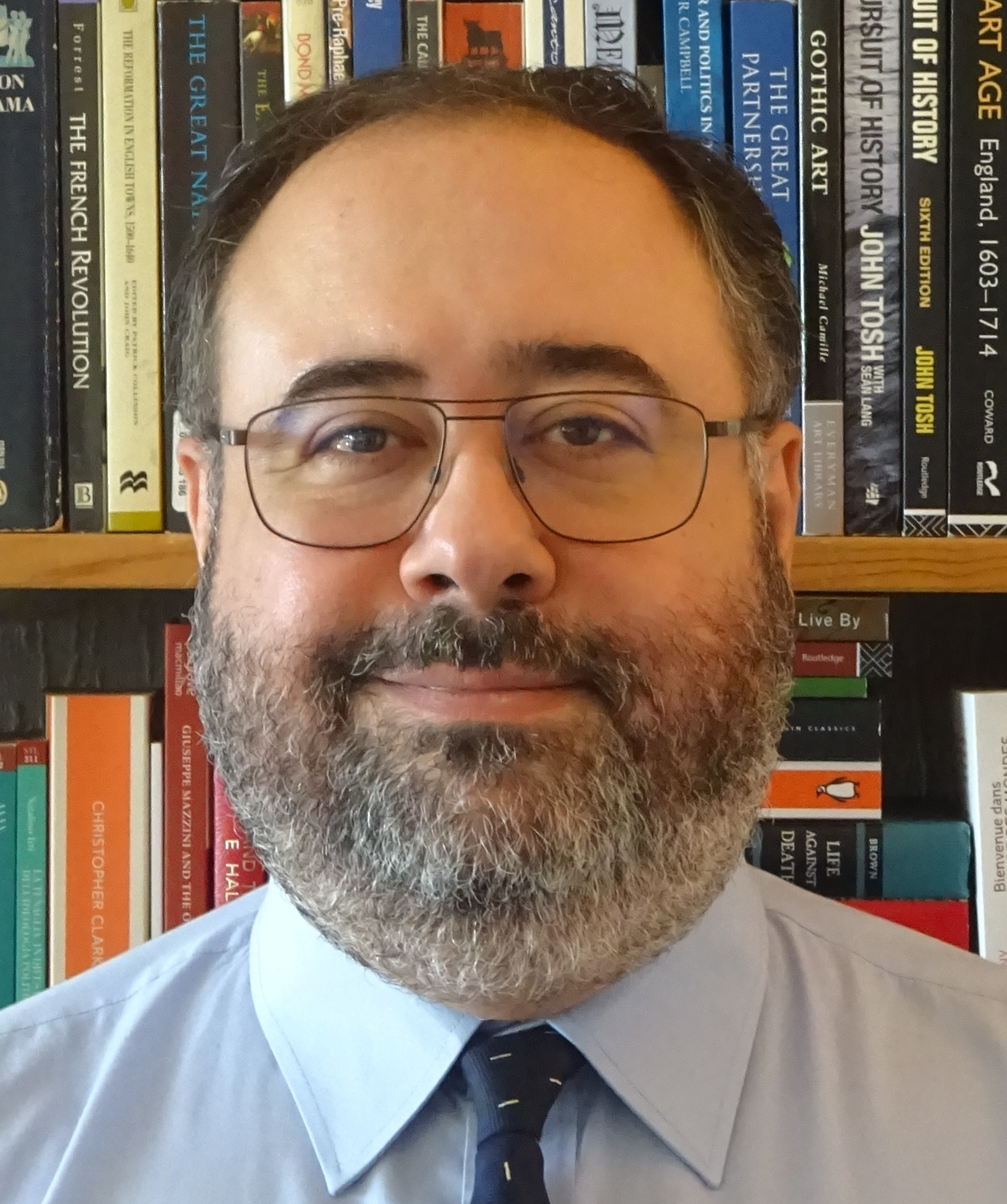

## Publications
- A Short History of Latvia/L-Istorja tal-Latvja fil-Qosor (Une brève histoire de Lettonie) (Malte, 2004)[4]
- Il-Ligi, il-Morali, u r-Raġuni (La loi, la morale et la raison) avec le professeur Giuseppe Mifsud Bonnici, ancien juge del la Cour européenne des droits de l'homme et ancien Juge-en-chef de Malte, (Malte, 2008)[5]
- (Contribution) The Mediterrean Region: Different Perspectives, Common Objectives (La région méditerranéenne: perspectives différentes, des objectifs communs) (Ministère de la Défense, Italie, 2010)
- The Law of Consular Relations (Le Droit des relations consulaires) (XPL, Royaume-Uni, 2010) utilisé par l'université Vytautas-Magnus, Kaunas, Lituanie[6]
- (Rédacteur en chef et co-auteur) Malta at the European Court of Human Rights 1987-2012 (Malte à la Cour européenne des droits de l'homme 1987-2012), avec Patrick Cuignet et David A. Borg, et le professeur Kevin Aquilina (doyen de la Faculté de droit de l'université de Malte), le juge Giovanni Bonello, et l'eurodéputée Dr Thérèse Comodini Cachia[7],[8]. (Malte, 2012)
- L-Aqwa fl-Ewropa. Il-Panama Papers u l-Poter [Meilleures en Europe : Les Panama Papers et le Pouvoir] (Malte, 2016)[9]
- Essays on Maltese Legal History and Comparative Law (Whitelocke Publications, Oxford, 2017)[10]
- L-Aqwa Żmien Għalihom. Erba' Snin ta' Skandli [Les Meilleurs Moments Pour Eux. Quatre Ans de Scandales] (Malte, 2017)[11]
- Flying at the Fall of Dusk: Commentaries on Malta in the Muscat Years" (Malta, 2021)[12]

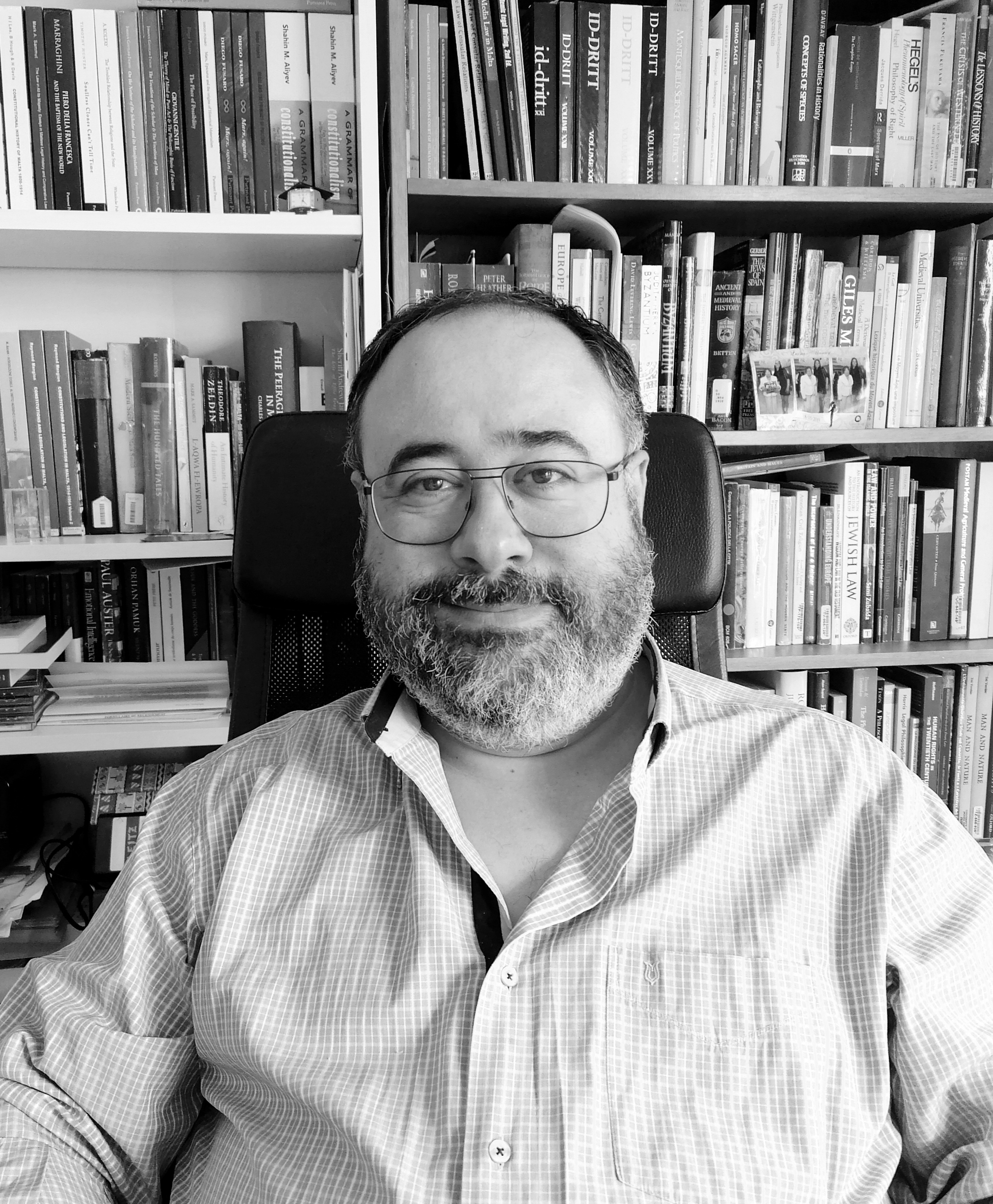

## Autres publications
La traduction de La Pazza de Guze Bonnici a été salué par le professeur Charles Briffa dans son livre sur la  Littérature maltaise (Il-Letteratura Maltija: L-Istorja tan-Narrattiva, Malte University Press, 2008).
Sammut a écrit sur le Code municipal de Malte et d'autres sujets relatifs à l'histoire et théorie du droit 